# Alicja Klasik
Alicja Klasik (* 14. Februar 2004 in Rybnik) ist eine polnische Degenfechterin.

## Erfolge
Bereits bei den Juniorinnen war Alicja Klasik erfolgreich gewesen. 2017 hatte sie die Weltmeisterschaft der Kadetten gewonnen. Ihr internationales Debüt bei den Erwachsenen gab sie 2021 beim Weltcup in Tallinn. Bei den Europameisterschaften 2022 in Antalya erreichte sie mit der Mannschaft den siebten Platz, 2024 in Basel verpasste sie mit der Mannschaft als Vierte knapp einen Medaillengewinn.
Bei den Olympischen Spielen 2024 in Paris startete Klasik in zwei Konkurrenzen. Im Einzel zog sie nach einem Auftaktsieg gegen Giulia Rizzi aus Italien ins Achtelfinale ein, in dem sie gegen die Estin Nelli Differt knapp mit 10:11 verlor. Erfolgreicher verlief hingegen der Mannschaftswettbewerb. Gemeinsam mit Renata Knapik-Miazga, Martyna Swatowska-Wenglarczyk und Aleksandra Jarecka setzte sie sich zunächst in der ersten Runde gegen die Vereinigten Staaten mit 31:29 durch, ehe sie im Halbfinale Frankreich mit 39:45 unterlagen. Im abschließenden Gefecht um den dritten Platz bezwangen die Polinnen China mit 32:31 und gewannen damit die Bronzemedaille.
Für ihren Medaillengewinn erhielt Klasik am 4. September 2024 das Goldene Verdienstkreuz der Republik Polen.